# Utah State Prison

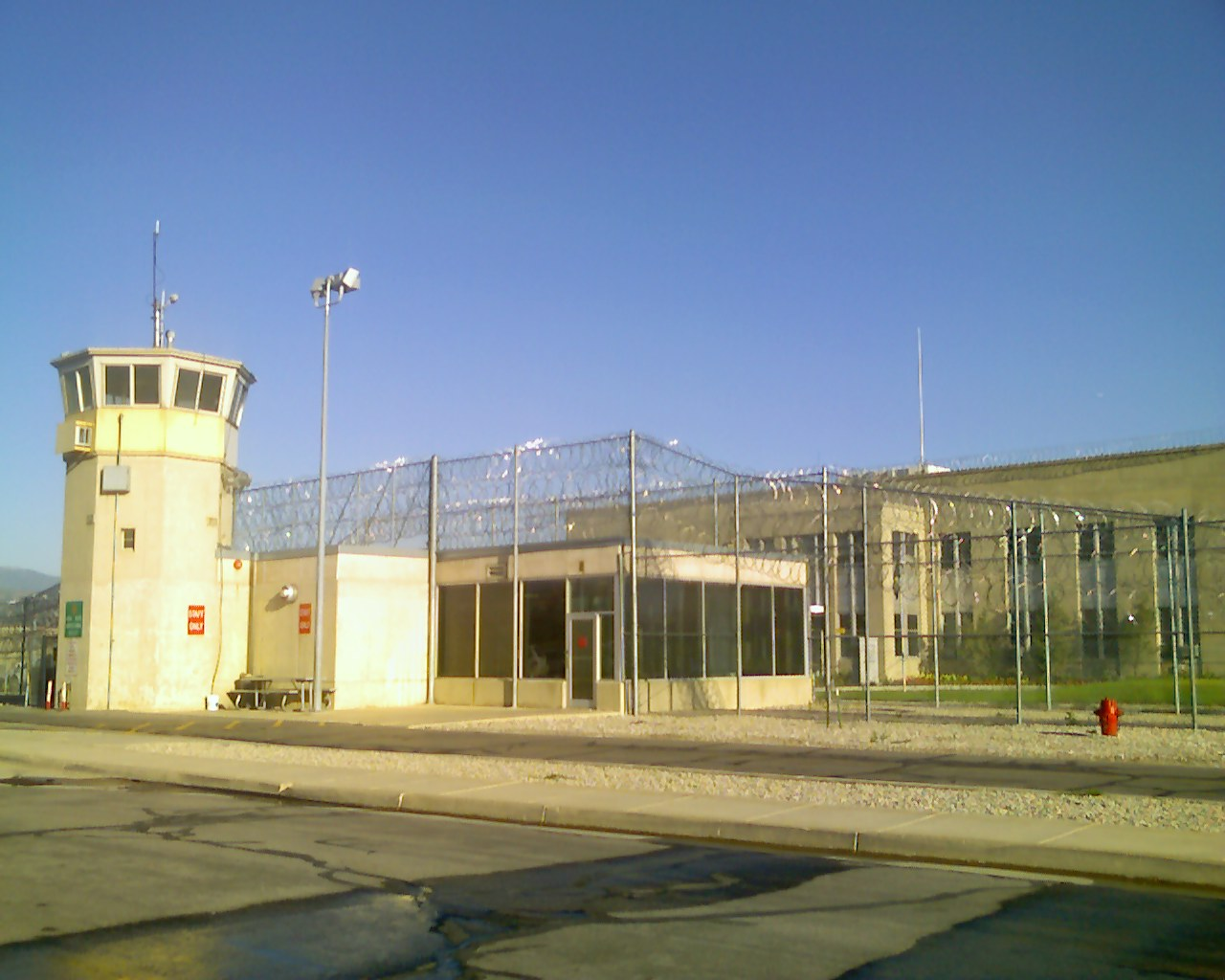
Eingangsbereich zum Wasatch-Block des Utah State Prison

Das Utah State Prison (USP; deutsch Staatsgefängnis Utah) war bis zu seiner Schließung im Juli 2022 die zentrale Haftanstalt des US-Bundesstaates Utah und die einzige in diesem Bundesstaat, in der Hinrichtungen durchgeführt wurden. Sie befand sich in Draper, rund 20 Meilen südwestlich von Salt Lake City.

## Allgemeines
Das USP wurde im Jahre 1951 wegen der Überfüllung des bei Salt Lake City gelegenen Sugar House Prison eröffnet und übernahm sämtliche Insassen dieser Haftanstalt; das Sugar House Prison wurde noch im selben Jahr geschlossen. Das USP bestand aus dem Nord- und dem wenige hundert Meter entfernten Südkomplex. Im Nordkomplex befand sich die Gebäudeblöcke Promontory, Lone Peak, Timpanogos und Olympus, im Südkomplex die Blöcke Uinta, Wasatch und Oquirrh. Alle sieben Blöcke zusammen bot Platz für etwa 4.500 Häftlinge beiden Geschlechts und jeglicher Sicherheitsstufen. Im USP wurden neben Bildungs- und Berufsausbildungsprogrammen auch Therapien für Sexualstraftäter und Drogenabhängige durchgeführt. Betrieben wurde das Gefängnis von der Division of Institutional Operations des Utah Department of Corrections (UDC). 
1986 und 1987 wurde im Gefängnis unter der Leitung von Eldon Taylor eine Testreihe an Freiwilligen zum Thema Subliminal-Kassetten und deren Wirkung durchgeführt.
2015 stimmten beide Kammern der Utah Legislature dafür, das Gefängnis zu schließen und durch eine neue, näher an Salt Lake City gelegene Haftanstalt zu ersetzen. Gouverneur Gary R. Herbert unterzeichnete den Beschluss im August desselben Jahres. Die Häftlinge wurden im Juli 2022 in die neu erbaute Utah State Correctional Facility (USCF; deutsch Haftanstalt Utah) verbracht, das alte Gefängnis wurde am 15. Juli offiziell geschlossen.

## Unterbringung
Ein Häftling, der im USP ankam, musste zuerst für zwei bis acht Wochen in die sogenannte R&O-Abteilung (Receiving & Orientation), wo er erkennungsdienstlich erfasst (Erstellen von Fotos, Abgabe von Fingerabdrücken, Ausstellen einer Sträflingsnummer usw.), psychisch und körperlich untersucht, in einen Sicherheitslevel eingestuft, sowie anschließend einem Haftblock zugewiesen wurde.
Die gefährlichsten Kriminellen der Level 1 und 2 wurden im Hochsicherheitsblock Uinta untergebracht. Level-1-Häftlinge blieben 23 Stunden am Tag in ihren Zellen, Level-2-Häftlinge 21 Stunden. Während der kurzen Zeit, die sie außerhalb des Haftraumes verbringen durften, wurden sie ständig von Wachbeamten begleitet und streng überwacht. Auch die Hinrichtungskammer befand sich hier.
Häftlinge mittlerer Sicherheitsstufe (Level 3 und 4), die den größten Teil der Insassen ausmachten, wurden in Oquirrh und Wasatch untergebracht. Die Insassen der Level 3 und 4 konnten sich in einem bestimmten Perimeter der Blöcke frei bewegen, Level-4-Häftlinge durften auch beaufsichtigten Arbeiten innerhalb der Haftanstalt nachgehen.
Die Insassen der geringsten Sicherheitsstufe (Level 5), wurden in den nebeneinanderliegenden Blöcken Lone Peak und Promontory, sowie gegebenenfalls auch in Oquirrh und Wasatch untergebracht. Insassen dieser Stufe genossen die meisten Privilegien und durften mit Bewilligung auch Freigänge durchführen und außerhalb der Haftanstalt arbeiten.
In Olympus wurden Häftlinge mit psychischen Auffälligkeiten einquartiert, in Timpanogos befanden sich alle weiblichen Insassen.

## Bekannte Insassen
Bekannte Insassen waren:
- Roberto Arguelles, Serienmörder und zu seiner Zeit bekanntester Häftling von Utah
- Bob Lee Boog, wurde für zahlreiche Sexualstraftaten als „Capitol Hill Rapist“ bekannt
- Ted Bundy, international bekannt gewordener Serienmörder
- Mark Hofmann, zweifacher Mörder und einer der erfolgreichsten Fälscher der Geschichte
- Warren Jeffs, Vorsteher der Fundamentalistischen Kirche Jesu Christi der Heiligen der Letzten Tage

## Hinrichtungen
Von Errichtung des Gefängnisses im Jahr 1951 bis zur Abschaffung der Todesstrafe 1967 wurden die Hinrichtungen im USP wahlweise durch Hängen oder Erschießen durchgeführt. Die erste Hinrichtung wurde am 10. September 1951 an dem wegen Mordes verurteilten Eliseo J. Mares durch Erschießen vollstreckt. Am 7. Juni 1958 wurde die letzte Hinrichtung durch Hängen durchgeführt, als der Doppelmörder Barton Kay Kirkham auf diese Weise hingerichtet wurde. 
Im USP wurde nicht nur die erste Hinrichtung seit Wiedereinführung der Todesstrafe 1976 in den USA durchgeführt, sondern es ist auch die einzige Haftanstalt, die seitdem Hinrichtungen durch Erschießen durchgeführt hat. Utah ist einer von 35 Bundesstaaten der USA, in denen die Todesstrafe vollstreckt werden kann. Hinrichtungen wurden im USP ausschließlich per Giftspritze durchgeführt, bis 2004 konnten zum Tode Verurteilte auch die Hinrichtung durch Erschießen wählen. Da die Hinrichtung durch Erschießen jedoch nicht rückwirkend abgeschafft wurde, können Häftlinge, die vor 2004 zum Tode verurteilt wurden, noch immer diese Hinrichtungsart wählen. Im April 2010 machte erstmals Ronnie Lee Gardner davon Gebrauch und wurde am 18. Juni 2010 durch ein Erschießungskommando, das aus Freiwilligen bestand, exekutiert. Seit der Schließung des Gefängnisses befindet sich die Hinrichtungskammer des Staates Utah in der Haftanstalt Utah bei Salt Lake City. 

### Zwischen Wiedereinführung der Todesstrafe im Jahr 1976 und Schließung im Jahr 2022 Hingerichtete
Erschießungskommando
- 17. Januar 1977: Gary Gilmore, zweifacher Raubmörder und erster Mensch in den USA, der seit Wiedereinführung der Todesstrafe hingerichtet wurde
- 26. Januar 1996: John Albert Taylor, Sexualmörder
- 18. Juni 2010: Ronnie Gardner, zweifacher Mörder und Ausbrecher

Giftspritze
- 28. August 1987: Dale Pierre, Dreifachmörder, der für seine Täterschaft bei den Hi-Fi-Morden von Ogden verurteilt worden war
- 10. Juni 1988: Arthur Gary Bishop, Serienmörder, der zwischen 1979 und 1983 fünf Kinder tötete
- 30. Juli 1992: William Andrews, Komplize von Dale Pierre
- 15. Oktober 1999: Joseph Mitchell Parsons, Mörder

## Belege
1. ↑  Artikel in der Desert News
2. ↑  Artikel in der Desert News
3. ↑  Artikel in der BBC

Koordinaten: 40° 29′ 30″ N, 111° 54′ 0″ W